# Postgeschichte und Briefmarken Braunschweigs
Die Postgeschichte und Briefmarken Braunschweigs sind die historische Grundlage dafür, dass das ehemalige Herzogtum Braunschweig mit den zwischen 1852 und 1867 herausgegebenen Briefmarken in Sammelalben von Philatelisten als eigenständiges Gebiet präsent ist.

## Die Landesposten des Herzogtums Braunschweig
Unter Heinrich dem Jüngeren (1489–1568), Herzog von Braunschweig-Lüneburg, begann die Entwicklung zu einer ortsfesten Zentralverwaltung in der Residenzstadt Wolfenbüttel, die in der „Großen Kanzeleiordnung“ von 1535 ihren vorläufigen Abschluss fand. Eine solche Verwaltung verlangte nach einem geordneten Botenwesen nach Taxisschem Vorbild.
Herzog Julius (1528–1589) von Braunschweig-Lüneburg legte im Jahre 1576 eine Reitpost von Wolfenbüttel, wo er residierte, nach Sachsen über Halberstadt und Halle nach Leipzig an, die aber 1589 wieder unterbrochen wurde.
Im Jahre 1640 erhielt Röttger Hinüber aus Hildesheim die Erlaubnis zur Herstellung einer direkten Fahrpost zwischen Braunschweig, Hannover, Bremen und Kassel. Der Herzog verlieh ihm dafür den Titel eines herzoglich Braunschweig-Lüneburgischen Posthalters und Postmeister in Hildesheim. Das rief die Thurn und Taxissche Post auf den Plan, sie sahen die Einrichtung des Kurses als Eingriff in das Reichs-Postmonopol und führte deshalb Beschwerde beim Kaiser. Kaiser Ferdinand III. empfahl den Beteiligten die Anlegung einer Taxisschen Post. Braunschweig und Sachsen erklärten, man werde im eigenen Gebiet eigene Posten einrichten und betreiben. Der Streit ging weiter. Nach dem Frieden von Münster und Osnabrück 1659 erging erneut ein kaiserliches Patent mit der Forderung nach Beendigung des Streites mit Thurn und Taxis. Ein nachfolgendes Patent untersagte die Unterhaltung von Postillonen mit landesherrlicher Postkleidung. Man blieb standhaft.
Herzog Georg Wilhelm (1624–1705) hatte aus Italien einen Mann namens Stiegenetto mitgebracht. Mit Bewilligung der drei Braunschweig-Lüneburgischen Herzöge wurde Stechinelli, wie er genannt wurde, beauftragt in dem gesamten Lande ein Postnetz anzulegen und eine Postverwaltung nach dem Vorbild der Thurn und Taxisschen Post anzulegen. Am 17. Juli 1678 wurde Stichenelli zum General-Erb-Postmeister für das Gesamthaus Braunschweig-Wolfenbüttel ernannt.
Der erste Minister Graf von Platen-Hallermund in Hannover kaufte dem Italiener 1682 das Postwesen ab und erhielt den Titel General-Erbpostmeister. Dem Grafen Platen unterstand das gesamte Postwesen im Braunschweigischen, Lüneburgischen und Wolfenbüttelschen Anteil. 1683 kamen noch die Herzogtümer Bremen und Verden hinzu, in denen nun auch die Braunschweig-Lüneburgische Postordnung galt.

Erste gedruckte Postordnung für das Herzogtum Braunschweig

Die Thurn und Taxissche Reichspost behielt ihre Postanstalten unter dem Schutz des Herzogs. Später verglich man sich, Platen betrieb die fahrende und die reitende Post besorgte Taxis, so blieb es bis 1790.
Nachdem 1692 mit der Erhebung Hannovers zum Kurfürstentum aus der bisherigen „Fürstlich Braunschweig-Lüneburgischen Post“ eine „Churfürstlich Hannoversche“ geworden war, übernahm am 23. Oktober 1736 die Königlich Grossbritannische Churfürstlich Hannoversche Regierung das gesamte Postwesen. Damit schied Braunschweig-Wolfenbüttel aus. Graf von Platen hoffte wenigstens im Herzogtum Braunschweig im Amt bleiben zu können, doch versagte Herzog Karl I. die Investitur und nahm das Postwesen am 1. März 1738 ebenfalls in staatliche Verwaltung.
Im Jahre 1718 entstand auf Veranlassung des Ober-Postamtes in Leipzig die Fahrten der „gelben Kutschen“ von Braunschweig über Hessen und Merseburg nach Leipzig, die von Braunschweig aus wieder Verbindung mit der herzoglichen Küchenpost mit Hamburg unterhielt. Die Küchenpost ihrerseits wurde von Preußen nicht gerne gesehen. Dem preußischen Kurs über Magdeburg wurde Fracht und damit Portoanteile entzogen. Preußen argumentierte, dass eine Privatpost den Postrechten zuwider laufe und bestand auf Aufhebung. Braunschweig und Sachsen verstaatlichten 1750 die gelbe und die Küchenpost und betrieben sie als gemeinschaftliche Anstalt. Die Küchenpost fuhr bis Stolberg am Harz, mit Anschluss an die gelbe Post. Alle Briefe aus Sachsen und den unterwegs berührten Orten, die nach den Seestädten und dem Lüneburgischen, bestimmt waren, alle Briefe und Pakete, die aus Hamburg, Lübeck, Bremen, dem Hannoverschen und Braunschweigischen nach Sachsen, Böhmen und Österreich bestimmt waren, wurden durch die gelben Kutschen befördert. Eine Änderung der Linie gab es 1815, als weite Teile Sachsens, bis kurz vor Leipzig, an Preußen kamen. Jetzt führten die gelben Kutschen von Blankenburg über Hasselfelde bis Nordhausen mit Anschluss an den Kurs Kassel–Leipzig.
Durch die Schaffung des Königreichs Westphalen ging das Braunschweigische Postwesen in das des Königreichs über. Die mit König Jérôme Bonaparte (Hieronymus) eingewanderten Franzosen beuteten das Postwesen aus und erhöhten zu diesem Zwecke auch die Taxen. Andererseits modernisierten sie auch das Postwesen.

## Vor der Einführung der ersten Briefmarken

Quittung des Post-Steuer-Amts Braunschweig über eine Postverzollung von 1840

Schon früh war das Fürstengeschlecht Thurn und Taxis für die Abwicklung des Postwesens in Braunschweig verantwortlich. Im 16. Jahrhundert ließ der Herzog Heinrich der Jüngere von Braunschweig eine eigene Fürstlich-Braunschweigische Landespost einrichten. Die Fürsten Thurn und Taxis waren jedoch noch weiterhin im Postwesen Braunschweigs tätig, bis dies von dem Braunschweiger Herzog Karl Wilhelm Ferdinand am 1. Juli 1790 untersagt wurde.
Neben der Thurn und Taxischen Post in Braunschweig gab es auch eine Zeit lang eine Postabfertigung von Brandenburg in Braunschweig.
Während der Besetzung durch Frankreich im Zuge der napoleonischen Kriege wurde 1808 die ersten Poststempel eingeführt. Bis dahin erfolgte die Ortsangabe handschriftlich auf den Briefen.
Am 5. Dezember 1851 trat Braunschweig dem Deutsch-Österreichischen Postverein bei. Nur drei Wochen später kam es zur Einführung der ersten Briefmarken unter Herzog Wilhelm I.

## Eigene Briefmarkenausgaben

### Die ersten Briefmarken

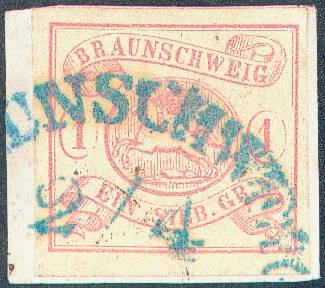
Braunschweigische Briefmarke von 1852

Am 1. Januar 1852 wurden in Braunschweig die ersten drei Freimarken zu 1, 2 und 3 Silbergroschen ausgegeben. Mit diesen Werten konnte man damals alle wichtigen Posttarife hinsichtlich Entfernung und Gewicht abdecken. Diese fünf ungezähnten Freimarken wurden je nach Bedarf in Briefmarkenbögen gedruckt. Der Verkauf an den Postschaltern erfolgte jedoch ausschließlich in waagrechten 10er-Streifen. Die erste Briefmarkenausgabe Braunschweigs weist zahlreiche Mängel auf. So stehen die Briefmarken meist schief zueinander, die Markengrößen schwanken und der Druck ist meist unklar und verschwommen. Auf den Markenbildern findet man neben der Wertangabe und dem Landesnamen in der Bildmitte das braunschweigische Wappen, das Sachsenross. Es besteht aus einem springenden Pferd in einem liegenden Oval. Die Briefmarken wurden im Buchdruck auf gelblichen Papier mit rötlicher Gummierung gedruckt.

### Weitere Briefmarkenausgaben
Bei den folgenden Briefmarkenausgaben blieb man dem bisherigen Motiv treu. Ab 1. März 1853 wurde das Briefmarkenpapier aus Sicherheitsgründen mit einem Wasserzeichen versehen. Dieses bestand aus einem von einer Linie umgebenen Posthorn. Die Briefmarken wurden außerdem nur noch in schwarzer Farbe auf farbiges Papier gedruckt. Für jeden Wert war eine eigene Farbe vorgesehen. Neben den drei bisherigen Werten wurden mehrere Ergänzungswerte zu 1⁄4 und 1⁄2 Gutegroschen sowie 1⁄3 Silbergroschen. (Siehe: Braunschweigische Finanzgesetze). Im Juli 1864 erschienen schließlich die ersten durchstochenen Briefmarken an den Schaltern Braunschweigs. Zuvor hatte man bereits mehrere Versuche mit Durchstichen unternommen.

### Neue Motive
Die letzte Briefmarkenserie Braunschweigs wurde am 1. Oktober 1865 ausgegeben. Sie war, wie alle Briefmarkenausgaben Braunschweigs, bis zum 31. Dezember 1867 gültig. Das besondere an dieser Serie war, dass das bisherige Bildmotiv komplett geändert wurde. Das braunschweigische Wappen befindet sich bei dieser Ausgabe im aufgestellten Oval. Die Briefmarke selbst befindet sich ebenfalls im Hochformat. In dieser Form wurden die Briefmarkenwerte zu 1⁄3, 1, 2 und 3 Silbergroschen gedruckt. Die Prägedruck war nun wieder farbig anstatt schwarz, das Briefmarkenpapier jedoch weiß.

### Die teilbare Briefmarke
Eine Sonderstellung der Briefmarken von Braunschweig nimmt die teilbare Freimarke zu 4 × 1⁄4 Gutegroschen ein. Diese quadratische Briefmarke wurde am 1. März 1857 ausgegeben und bestand aus 4 gleich großen und gleich gestalteten Teilen zu je 1⁄4 Gutegroschen. Diese konnte (und sollte) man je nach Bedarf zurechtschneiden. Dadurch wollte man verhindern neben der bereits bestehenden Briefmarke zu 1⁄4 Gutegroschen für den Inlandsverkehr weiter zu 1⁄2, 3⁄4 und 1 Gutegroschen verausgaben zu müssen. Der Druck war, wie bei den anderen Freimarken schwarz auf farbigem Papier.
Solche teilbaren Briefmarken wurden bereits 1856 von Mecklenburg-Schwerin verausgabt (siehe Postgeschichte und Briefmarken Mecklenburgs).

## Eintritt in den Norddeutschen Bund
Mit 1. Januar 1868 erfolgte der Eintritt in den Norddeutschen Bund (Vorläufer des Deutschen Reiches). Ab diesem Zeitpunkt teilt die Postgeschichte Braunschweigs die des Norddeutschen Bundes (Norddeutscher Postbezirk). Die zwanzig Briefmarken Braunschweigs konnten nur bis zu diesem Tag verwendet werden. Ein Umtausch der braunschweigischen Briefmarken in postgültige Briefmarken des Norddeutschen Bundes war bis zum 31. März 1868 möglich.

## Die Tarife der Herzoglich-Braunschweigischen Post 1814–1868

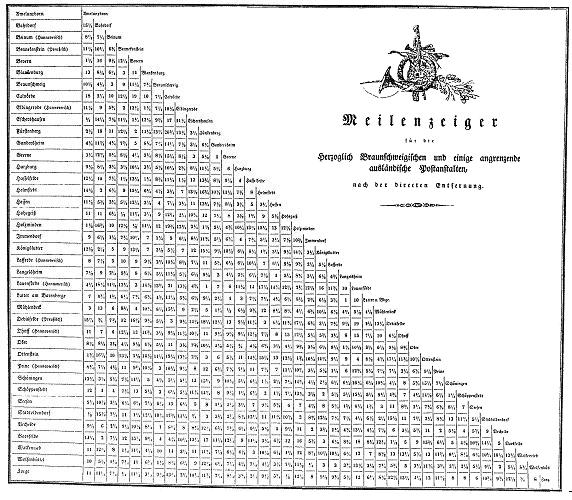
Braunschweigischer Meilenzeiger

Der für Deutschland positive Ausgang der Schlacht bei Leipzig beendete die Fremdherrschaft, damit endete auch, nach sechs Jahren, das Bestehen der westphälische Post. Die Fürsten kehrten in ihre Länder zurück und stellten die frühere Verwaltung wieder her. In Braunschweig wurden schon am 3. November 1813 die herzoglichen Wappenschilder an den Amtshäusern und Postanstalten angebracht. Die feierliche Besitzergreifung durch Friedrich Wilhelm fand am 6. November 1813 statt.
Der westphälische Tarif galt weiter, obwohl auf Franken und Centimes lautend. Auch die westphälische Postordnung vom 1. November 1810 wurde für die befreiten Landesteile durch General-Circular vom 23. Februar 1814 befohlen. Der Franken galt 5 1⁄2 Gute Groschen. Der Taler hatte 24 Gute Groschen oder 26 Mariengroschen oder 288 Pfennig.

Todesanzeige eines braunschweigischen Postmeisters nach 57 Dienstjahren

Die Fürstliche Post Direktion führte per Umlaufschreiben vom 7. Februar 1814 ein Expeditionsverfahren ein, nach dem alle Postämter unter sich die Briefsäcke auszuwechseln hatten. Eine Übereinkunft mit dem Kgl. Hannoverschen Post Direktorium schloss einige hannoversche Postämter mit ein (z. B. Bremen, Celle, Clausthal, Göttingen, Harburg, Hamburg Hannover, Peine usw.). Die Postexpeditionen wechselten die Post mit dem nächstgelegenen Postamt aus.
Ein Erlass vom 19. Mai 1814 bestimmte, „dass die nunmehr organisierte Kammer auch das Postwesen, die Münze und die Lotterie, jedoch nur hinsichtlich der Rechnungsführung, zu ihren Ressorts zu zählen habe.“ (§ 12). Erst 1830 wurde die Verwaltung der Posten dem Finanz-Kollegium unterstellt (§ 6).
In der westfälischen Zeit wurde die Höhe der Tarife ständig kritisiert, die braunschweigische Post senkte sie.

### 1814

Porto ab 1814

Eine Verordnung vom 12. Februar 1814 regelte die Taxen im Herzogtum neu, sie trat am 1. März 1814 in Kraft. Geregelt wurden nur die Taxen. Das Gewicht des einfachen Briefes wurde von 12 g auf 1 Lot (16,66 g) angehoben. Die Gewichts-Progression stieg nicht mehr mit 6 g, sondern mit jedem Lot, was die schwereren Briefe ungemein verbilligte. Stark geändert wurden die Vorschriften für Warenproben und Drucksachen. War früher bis 30 g (2 Lot) das einfache und bis 4 Lot das eineinhalbfache Briefporto zu zahlen, so kosteten nun Warenproben bis 8 Lot das doppelte Briefporto. Hier ergab sich also bei kleineren Sendungen eine Verteuerung; das höhere Gesamtgewicht war jedoch eine Verbesserung. Neu eingeführt wurde ein Botenlohn (Bestellgeld) von je 4 Pf. für Briefe, Scheine und Adressen.
Eine Verordnung vom 10. März 1814 legte die Entfernungen zwischen den Postorten fest. Sie dienten der Berechnung der Briefpost-Taxen und waren in allen Postämtern und Poststationen anzuschlagen. Bei der Entfernungsberechnung unterschied man zwischen Brief-, Fahr- und Geldpost sowie der Extrapost. So ist verständlich, dass es für die Entfernung von einem Ort zum anderen zwei Entfernungsangaben gegeben hat.
Noch war die Post eine recht unsichere Einrichtung. Nicht nur, dass Husaren zur Begleitung von wichtigen, sprich wertvollen Transporten eingesetzt werden konnten, sondern auch die Postbediensteten führten den Postdienst nicht sehr ordentlich aus. Dies lag nun aber nicht an deren Unzuverlässigkeit, sondern am Mangel an klaren Vorschriften.

Porto ab 1833

### 1833
Nach dem Tod von Herzog Friedrich Wilhelm und der Vertreibung seines ältesten Sohnes Karl II. übernahm Herzog Wilhelm von 1831 bis 1884 die Regierung. Durch eine neue Postordnung, die am 13. August 1832 veröffentlicht wurde, konnten die Posteinrichtungen wesentlich verbessert werden. Sie sollten am 1. Januar 1833 in Kraft treten, verzögerten sich aber auf den 1. April 1833, da die dafür erforderlichen Vorarbeiten nicht abgeschlossen werden konnten. Im Vorwort heißt es, dass „die das Postwesen betreffenden gesetzlichen Bestimmungen, welche theils veraltet, theils in vielen einzelnen Verordnungen zerstreuten und mit den in den Nachbarstatten bestehenden Grundsätzen nicht in Einklang waren, einer Revision zu unterwerfen“ waren.
Die neue Postordnung umfasste 292 Paragraphen. So wurde die Ersatzleistungen für verloren gegangene, rekommandierte Sendungen neu regelte. Der Ersatz für einen verlorengegangenen Einschreibbrief betrug 15 Taler, für verloren Sendungen mit Wertangabe wurde ein Betrag bis zum angegebenen Wert, für alle anderen Postgüter, wurden bis zu 10 Talern ersetzt. Postscheinen wurden ausgestellt für rekommandierter Briefe, Gelder, Postgüter und gewöhnlicher Pakete, über letztere jedoch nur auf Verlangen des Absenders. — Ausschließlich mit der Post durften Pakete bis zu einem Gewicht von 20 Pfund befördert werden. Das Höchstgewicht betrug 120 Pfund. „Der Zutritt in die Post=Büreaus ist dem Publico nicht erlaubt.“ Der Schalter, meist eine kleine Luke, war z. B. im Hausflur. „An Örtern, [ohne Postanstalt] die von durchgehenden Posten berührt werden“ war es der Gemeinde möglich einen Bewohner zu benennen, der, ohne Aufenthalt der Post, die Post annehmen und auch zur Berichtigung des Portos befähigt war. — Den Postbeamten war erlaubt, auf ihre Gefahr, Geldvorschüsse auf Briefe oder Pakete zu geben. „Briefe bis zu 4 Loth incl. gehören ausschließlich für die Briefposten.“ „Über 4 Lot wiegende Briefe werden, sobald das Verlangen der Absendung mit der Briefpost nicht ausdrücklich auf der Adresse bemerkt ist, mit den Päckereiposten versandt.“ Sollte ein Brief besonders nachgewiesen werden „so hat der Absender auf die Adresse die Worte ‚recommandirt‘ oder ‚empfohlen‘ zu setzen.“ Darüber wurde dem Absender ein Einlieferungsschein ausgestellt und die Ablieferungsbescheinigung (Rückschein) aus- und dem Absender zugestellt. „Geldbriefe und Sachen von Werth“ wurden nur mit der Briefpost befördert, wenn dies ausdrücklich verlangt worden war. Sie durften den Wert von 5 Talern nicht überschreiten, nicht mehr als 16 Lot schwer sein und waren mit fünf Siegeln zu verschließen. Alle Päckerei-Gegenstände über 16 Lot mussten von besonderen Adressen (Paketbegleitbriefen) begleitet sein. „Auf den Adressen muss der Inhalt oder die Gattung der Dienstsache, oder wenn der Gegenstand allgemeiner Art, die Bezeichnung ‚Herrschaftliche Dienst Sache‘ (H.D.S.) und dabei der Name und Dienstcharakter des Absenders, oder Angabe der öffentlichen Behörde, gesetzt werde, und müssen die Gegenstände mit dem Dienst- oder einem öffentlichen Siegel verschlossen sein.“ Die Bezeichnung „Ex officio“ genügte, besonders bei Sendungen ins Ausland, nicht mehr.

Porto ab 1833 bzw. ab 1835

Bei den Porto-Taxen aufgeführt. galt grundsätzlich: „Das Brief-, Paket- und Geld-Porto soll auf den hiesigen Landesposten nach der direkten Entfernung und zwar nach dem in Anlage hiebei gefügten Meilenzeiger erhoben werden.“ Dieser „Meilenzeiger“ enthält einige ausländische Postbureaus. Durch „Conventionen“ war es möglich, die für diese Orte bestimmten Postsendungen nach der Inland-Taxe zu berechnen. „Das Brief-Porto reguliert sich nach der Meilenzahl und nach dem Gewicht eines Briefes.“ „Ein einfacher Brief innerhalb der Grenzen des hiesigen Landes ist ein solcher, welcher nicht mehr als 3⁄4 Lot wiegt.“ — Bei Briefen mit angehängter Warenprobe musst die Probe sichtbar angebracht sein. Der Brief durfte nicht schwerer als 3⁄4 Lot sein. — Unter Drucksache waren Preis-Courante, gedruckte Circulare oder Empfehlungsschreiben, Zeitungen, Flugschriften, gedruckte Ankündigungen, einzelne gedruckte Bogen und gedruckte Lotterie-Listen zu verstehen, die unter Kreuzband versandt wurden. Warenproben und Drucksachen ins Ausland konnten zum ermäßigten Tarif nur angenommen werden, wenn dafür kein Transit-Porto zu entrichten war. — Recommendierte Briefe waren bei der Absendung zu frankieren. — Wurde die Akten-Taxe in Anspruch genommen, so durfte die briefliche Mitteilung nicht über 3⁄4 Lot wiegen. Zur Akten-Taxe konnten gerichtliche Obligationen, Dokumente und Verhandlungsunterlagen, Schuldverschreibungen, Hypothekenscheine, Leihhausscheine, Interimsscheine der Preußischen Provinzial-Banco-Comtoirs, Banko-Anweisungen, Wechsel, Zinskupons über noch nicht zahlbare Zinsen, Lotterie-Lose, Manuskripte, Rechnungen, Korrekturbogen und außer Kurs gesetzte Staatspapiere oder dergleichen Obligationen aufgeliefert werden.
„Dem Paket-Porto liegt die Brief-Taxe zum Grunde. Dasselbe unterscheidet gute und geringe Sachen.“ „Zu den geringen Sachen werden gerechnet Victualien, flüssige und leicht verderbliche, auch gedruckte Sachen und Bücher.“ Der Paketbegleitbrief war bis 3⁄4 Lot „freigeht“, nur das Übergewicht wurde nach der „Brief-Porto-Taxe oder der Akten-Taxe, in Anwendung gebracht“. Für sperrige Güter wurde ein Zuschlag von einem Drittel der Pakettaxe erhoben. Für den Versand mehrerer Pakete an einen Empfänger, die der gleichen Taxe unterworfen waren, wurde das Porto nach dem Gesamtgewicht erhoben, mindestens jedoch das dreifache Briefporto. Kleine Pakete, Akten und kleinere Summen (bis 10 Pfund, bis 50 Taler) konnten bei einem Zuschlag von 50 % mit der Schnellpost befördert werden. Für Pakete und alle Sendungen, für die ein Einlieferungsschein erteilt worden war, war vom Empfänger ein Auslieferungsschein zu unterschreiben. Um die Packkammer zu entlasten, wurde ein Lagergeld erhoben. Es wurde fällig, wenn nach Zustellung von Adresse oder Schein die Sendung nicht gleich oder nicht am nächsten Morgen abgeholt worden war. Nach sieben Tagen wurde die doppelte Gebühr verlangt.
Das Porto für Gelder (bare Geldsendungen) auch für Gold- oder Silber-Barren wurde aus dem Briefporto gebildet und unterscheidet zwischen Silber- und Goldsendungen. Bei mehreren Paketen mit getrennt verpackten, verschiedenen Münzsorten war das Porto einzeln zu berechnen. Das Gesamtporto durfte die Silber-Taxe nicht erreichen. Für den Begleitbrief zu Geldsendungen galten die gleichen Vorschriften wie für Paketbegleitbriefe.
Für Orte, in denen keine Postanstalt eingerichtet war und die von keiner durchgehenden Post berührt wurden, waren Landpostboten eingestellt worden. Der Botenlohn zu diesen Orten war von der Postdirektion je nach Umständen und Entfernung festzulegen.

### 1835
In der Gesetz- und Verordnungs-Sammlung vom 23. Dezember 1834 wurde eine neue Münz-Verfassung veröffentlicht. Die bisher nach Conventionsmünze bestimmten Geldsätze der Behörden und öffentlichen Kassen waren von Conventionsgelde in Courantgeld im Verhältnis von 36 zu 37 umzurechnen.
Die neue Grundmünze war der Taler zu 24 Gutegroschen und der Ggr. hatte 12 Pfennig. 175 5⁄6 Taler wogen eine Mark und hatten demnach 258 Grän feines Gold zu enthalten.
Eine Mark (cöllnisch) waren 233.856 g zu 16 Lot, 64 Quäntchen, 256 Pfennig oder 4864 Aß eingeteilt. Vierzehn Taler hatten eine Mark feines Silber zu enthalten. Die neue Courant-Währung nach den Vierzehnthalerfuß löste die Conventions-Münze ab. Die alten Münzen behielten ihren vollen äußeren Wert, jedoch rechneten 14 Taler (Courant) 12 Taler nach dem Achtzehnguldenfuß oder Leipzigerfuß geprägten Geld und 13 1⁄3 Taler in Convertionsgulden oder Speziestahler. Oder: ein Taler Conventions-Geld war nun ein Taler und 8 Pfennig in Courantgeld. Oder: Conventions-Geld wurde im Verhältnis 36 zu 37 in Courant-Geld umgerechnet. Beträge in Conventionsmünze bis zu einem Ggr. und 11 Pf. waren der Courantmünze gleichgestellt.
Die Münzreform hatte also auf das Post-Tax-Wesen nur dann Einfluss, wenn es sich um Geldsendungen handelte. Der eigentliche Tarif wurde nicht berührt. Dies bestätigte die Änderung der Postordnung vom 28. April 1835. Neben der Münzreform wird eine Übereinkunft mit der Kgl. Hannoverschen Regierung als Grund für diese Maßnahme angegeben. Der § 1 sagt ausdrücklich, dass die gültigen Taxen nach dem Vierzehnthalerfuß ohne Anrechnung eines Aufgeldes berechnet und erhoben wurden. Keine Anwendung fand diese Bestimmung für die Extrapost-, Courier- und Estaffetten-Taxe. Das Porto auf Briefen, Scheinen und Paketen war natürlich in Courant zu notieren. Vorschüsse in fremder Währung mussten auf Courant reduziert werden. Das Gleiche galt für die Geldsummen bei Geldsendungen. Im gleichen Gesetz wurde die Unterteilung von „guten“ und „geringen“ Sachen bei der Pakettaxe abgeschafft. Die Gebühr für Akten und Pakete wurde neu bestimmt.
Die Kgl. Hannoversche Postverwaltung hatte gegen eine Entschädigung von 25 000 Taler jährlich die Ausübung der Post-Gerechtsame laut Vertrag vom 5. April 1835 (von 1835 bis 1842) übernommen. Die Taxen wurden in Hannover gleichgestellt. Dies traf nicht zu auf Extraposten. Das Gesetz trat sofort in Kraft.

Porto ab 1849

### 1849
Der Abschluss des Vertrages mit der Kgl. Preußischen Regierung vom 30. April 1849 über die Anwendung der preußischen Porto-Taxe auf die wechselseitigen Brief- und Fahrpostsendungen sowie die mit der Kgl. Hannoverschen Regierung bestehende Vereinbarung machte eine Revision der bestehenden Postordnung notwendig. Für Preußen und Hannover kamen nach diesem Gesetz die dort geltenden Taxen in Anwendung, so dass für Sendungen nach Preußen die preußische, für solche nach Hannover die hannoversche Taxe maßgebend war, eine dritte, braunschweigische Taxe aber für Sendungen innerhalb des Herzogtums galt. Das Gesetz vom 24. Juni 1849 trat sofort in Kraft.

### 1851
Am 24. Dezember 1851 wurde ein Gesetz veröffentlicht, welches den Postverkehr des Herzogtums mit den Staaten des deutsch-österreichischen Postverein regelt. Das Herzogtum war Mitglied im deutsch-österreichischen Postverein.
„Die Bestimmungen dieses Gesetzes kommen für alle Postsendungen aus dem Herzogthume nach den übrigen Staaten des Postvereins und, soweit sie durch diese Staaten hindurch nach dem Auslande gehen, und umgekehrt zur Anwendung. Für die Gewichtsbestimmungen in dem Wechselverkehre zwischen den Postvereinsstaaten gilt als Gewichts-Einheit: das Zollpfund (30 Loth) = (500 französische Gramme) = (32 Loth. Kölnisch). Die in diesem Gesetze in fremder Münz-Währung angegebenen Postgebühren sind nach der diesem Gesetz beigefügten Tabelle auf die Landesmünze zu reducieren und in dieser zu entrichten.“ In dem Gesetzestext folgt die Postvereinstaxe. Die Inland-Taxen des Herzogtums blieben unberührt.

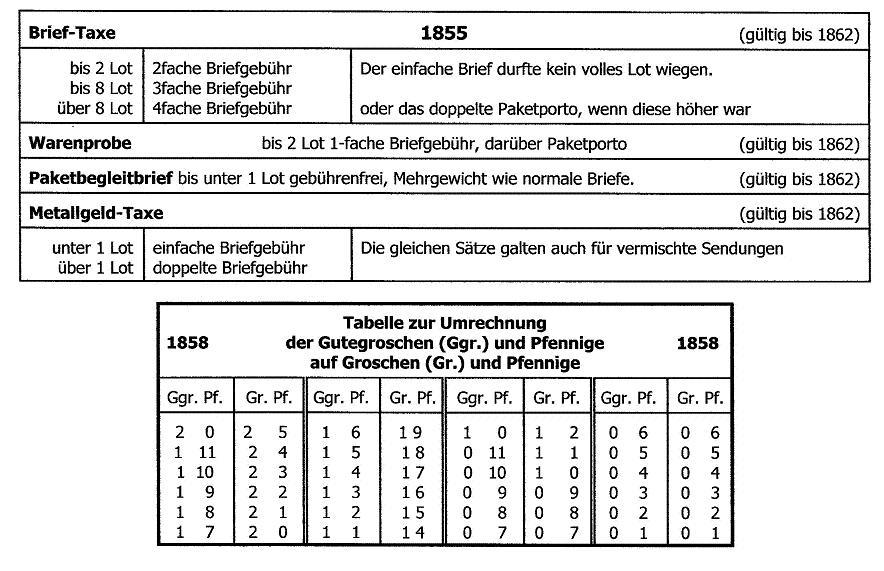
Porto ab 1855

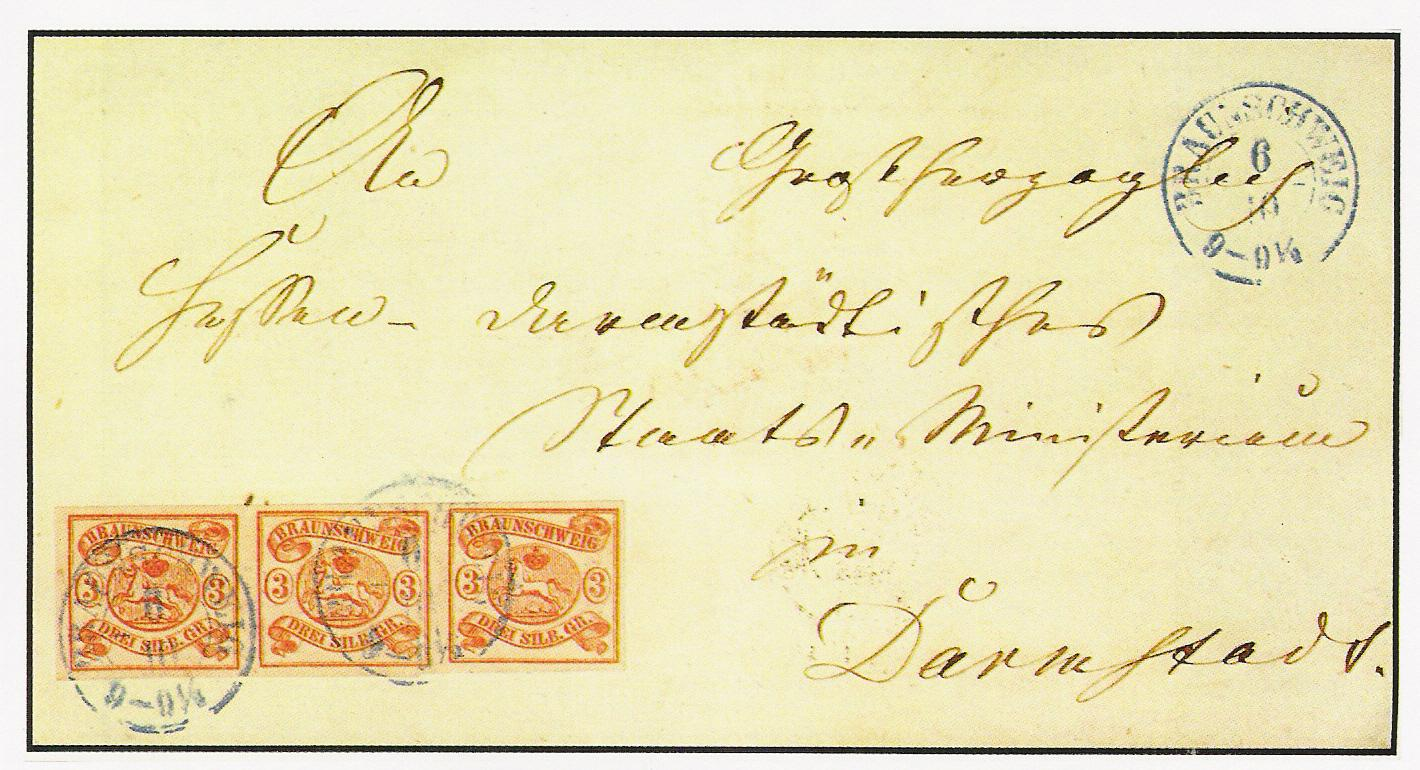
Brief an das Staatsministerium in Darmstadt, mit drei 3-Silbergroschen-Briefmarken frankiert und mit Poststempel von Braunschweig entwertet

### 1855
Ein Gesetz vom 25. Juli 1855 änderte die Taxen innerhalb des Herzogtums Braunschweig. Es trat am 1. Oktober 1855 in Kraft.

### 1858
Mit Wirkung vom 1. Januar 1858 trat eine neue Münzverfassung in Kraft. Veröffentlicht wurde dies am 15. Juni 1857 per Gesetz.
Der Taler hatte 30 Groschen, ein Groschen hatte 10 Pfennige.
„Die Münzstücke des 30 Taler-Fußes sollen völlig gleiche Geltung mit den im bisherigen 14 Thaler-Fuße ausgeprägten gleichnamigen Münzen haben, dergestalt, dass bei allen Zahlungen und Verbindlichkeiten, sofern nicht die in § 9 erwähnte besondere Verabredung über Zahlung in Vereinsmünze getroffen ist, ein Unterschied zwischen den alten Münzen des 14 Thaler- und den neuen Münzen des 30 Thaler-Fußes nicht gemacht werden darf.“
Gemeinsam mit den Regierungen in Hannover, Oldenburg, Schaumburg-Lippe, Bremen und Hamburg wurde die Einführung des Zollpfundes als allgemeine Gewichtseinheit zum 1. Juli 1858 beschlossen. Das Pfund stimmte dadurch mit dem durch das Preußische Gesetz vom 17. Mai 1856 festgestellten Preußischen Pfund überein, „und ist gleich 1,069,036 Pfund (1 Pfund 2,209,158 Lot) des bisherigen Braunschweigischen Landesgewichts“.

Porto ab 1863

### 1863
Zur Angleichung an den Tarif des deutsch-österreichischen Postvereins wurde zum 1. Januar 1863 die Inland-Portotaxe für das Herzogtum Braunschweig neu geregelt. Das Reglement vom 13. Dezember 1862 brachte die Erläuterung zum Gesetz über die internen Posttaxen vom 4. Dezember 1862.
Interessant ist, dass der Wunsch, Briefe über 4 Lot mit der Briefpost zu versenden, auch durch Verwendung entsprechender Briefmarken ausgedrückt werden konnte. Bei unterfrankierten Briefen wurde nur der fehlende Betrag vom Empfänger eingezogen. Die Gebühr für Einschreiben und Rückschein war zusammen mit dem Porto zu zahlen. Die Einschreibung von Drucksachen und Warenproben war zugelassen. Für Wertsendungen – auch fremder Währungen – war der Wert in der Landes-Silber-Währung anzugeben. Behörden hatten auch dann für den Aufgabeschein nichts zu zahlen, wenn sie portopflichtige Sendungen nach fremden Postgebieten unfrankiert aufgaben. Postvorschuss war nur auf gewöhnliche Briefe und Pakete zugelassen. Die Verbindlichkeit der Post zur Auszahlung des Vorschuss-Betrages trat erst durch die Einlösung der Sendung ein. Der Postbeamte war persönlich verantwortlich wenn er den Betrag schon bei der Aufgabe auszahlte. „Baare Einzahlungen“ waren ebenfalls nur auf gewöhnliche Briefe und Pakete zulässig. Es bestand kein Frankierungszwang, jedoch konnte die Auszahlung nicht vor Zahlung des Portos und der Gebühr erfolgen, dies geschah gleichzeitig. Konnte das Geld nicht ausgezahlt werden, waren ebenfalls Porto und Gebühren zu zahlen. Für das Stadtporto galten in Braunschweig und Wolfenbüttel die Stadttore als Grenze des Bestellbezirks. In den anderen Postorten waren die Bezirke speziell festgelegt worden. Sendungen „durch Expressen“ waren sofort, also auch nachts, auszuführen, es sei denn etwas anderes war auf der Sendung vermerkt. Diese Briefe mussten rekommandiert sein. Wertangaben waren unzulässig. Ein Frankaturzwang bestand nicht. Der Botenlohn konnte, musste aber nicht, vom Absender bezahlt werden. Bei Verlust von rekommandierten Briefen wurde ein Ersatz von 15 Talern ausgezahlt. Bei Sendungen ins Ausland verpflichtete sich die Post, diese Ansprüche für den Empfänger geltend zu machen.

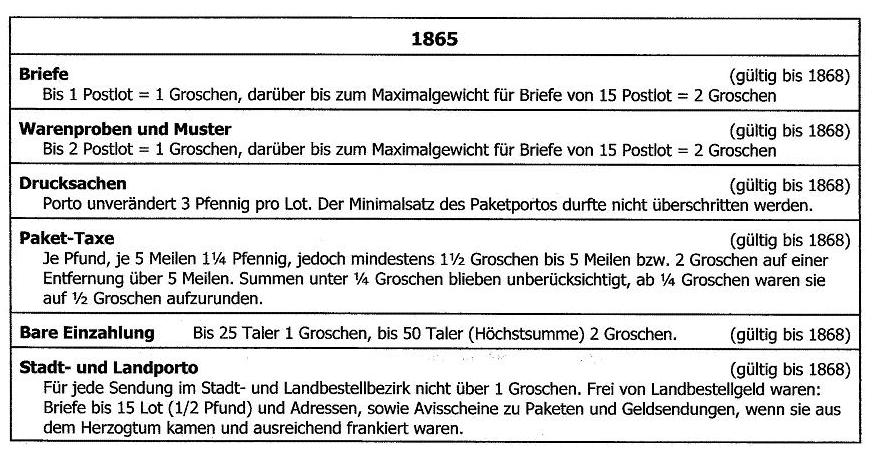
Porto ab 1865

Am 1. Juli 1864 wurde ein neues Postgesetz veröffentlicht. In der Anlage dazu wurde ein „Extract“ abgedruckt. Die Entschädigung für abhanden gekommene rekommandierte Briefe betrug 14 Taler. Für verspätete Beförderung oder Bestellung eines Expressbriefes leistete die Post keine Entschädigung. Dem Absender blieb es freigestellt, den Wert einer Sendung ganz, teilweise oder gar nicht anzugeben. Natürlich regelte sich danach auch der Anspruch bei Verlust der Sendung. Konnte die Post nachweisen, dass der angegebene Betrag zu hoch angesetzt war, so hatte sie nur den wirklichen Wert zu ersetzen. Bei nicht deklarierten Sendungen zahlte die Post im Verlustfalle 10 Groschen je Pfund oder Teile davon. Bei Beschädigung entsprechend weniger, höchsten aber 10 Groschen je Pfund. In jedem Falle aber nur, wenn ein Verschulden der Post nachgewiesen wurde.

### 1865
Die letzte Abänderung der Inland-Taxe erfuhr das Herzogtum Braunschweig am 4. April 1865. Vom 1. Juli 1865 bis zum Eintritt in den Norddeutschen Postbezirk galten geänderte Taxen.
Zum 1. Januar 1868 wurde per Gesetz der Groschen nicht mehr in 10, sondern in 12 Pfennig eingeteilt. Gleichzeitig galt im Herzogtum Braunschweig uneingeschränkt der Tarif der Norddeutschen Postverwaltung.

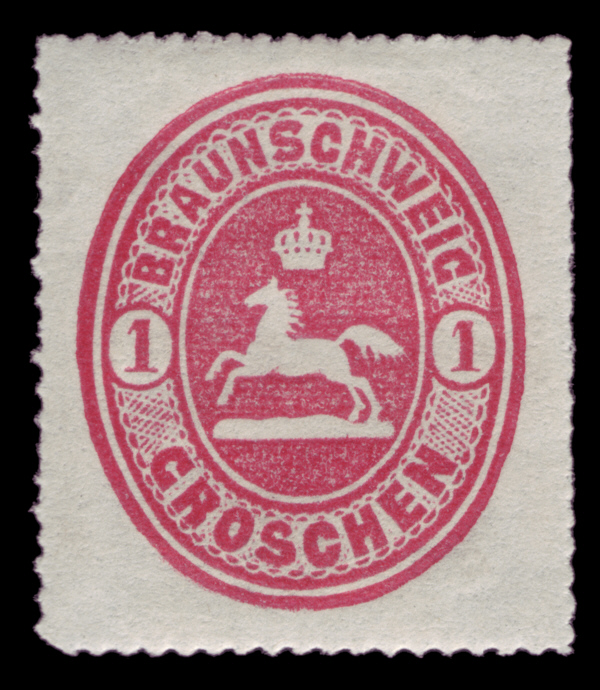
Die letzten Briefmarken zu 1 Groschen von 1865
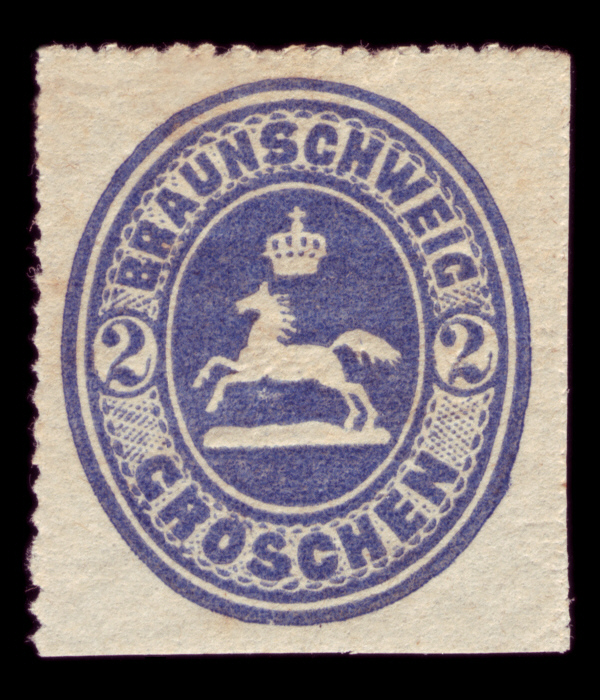
Die letzten Briefmarken zu 2 Groschen von 1865

### Fälschungen braunschweigischer Briefmarken
Fälscher haben sich sehr wenig mit Braunschweiger Postwertzeichen beschäftigt und die wenigen bekannten sind an der abweichenden Zeichnung leicht zu erkennen. Zudem fehlt das Wasserzeichen. Bei den Marken der Wappenausgabe, die ohne Wasserzeichen herauskamen, erkennt man Fälschungen häufig an falschen Stempeln. Der Durchstich der Marken von 1861 ist immer mangelhaft; ist er erstklassig, ist Vorsicht geboten: Bei wertvollen Marken oder Briefen den Fachmann oder einen Prüfer zu Rate ziehen.